# You Found Me
You Found Me – piosenka amerykańskiego zespołu The Fray, pochodząca z jego wydanego w 2009 roku albumu The Fray. Jej koncertowe wykonania z występów w Europie pojawiły się pod koniec 2007 roku na YouTube, kiedy piosenka była wstępnie nazywana „Amistad”. 20 listopada 2008 roku grupa umieściła utwór na swojej stronie internetowej. Singel wydany został cyfrowo w amerykańskim, kanadyjskim, australijskim, brytyjskim oraz francuskim iTunes Store.
Piosenka została w Stanach Zjednoczonych zakupiona cyfrowo ponad 2.000.000 razy (2.468.894), będąc tym samym trzecią w twórczości zespołu, która tego dokonała (po „Over My Head (Cable Car)” i „How to Save a Life”).

## Znaczenie utworu
W jednym z wywiadów wokalista zespołu Isaac Slade wyraził znaczenie utworu:

„You Found Me” jest o rozczarowaniu, bólu serca, zawodzie, który towarzyszy życiu. Czasami jesteś zawodzony, a czasami ty jesteś kimś, kto sprawia zawód innym. Trudne staje się uświadomienie sobie, komu możesz zaufać, na kogo możesz liczyć. Ta piosenka powstała, gdy mierzyłem się z wieloma problemami, z których część mam nadal przed sobą. W ciągu ubiegłego roku zdarzały się ciężkie okoliczności, przez które moja rodzina i przyjaciele musieli przebrnąć, co było bardzo trudne, i miało wpływ na mnie. Wymaga to ode mnie tak dużej wiary, aby wciąż mieć nadzieję, wierzyć w to, co niewidoczne. Czasem na końcu tunelu jest światełko, jednak zazwyczaj wygląda on na tak czarny jak noc. Piosenka mówi o tym uczuciu i nadziei, którą ciągle mam, pogrzebaną głęboko w mojej klatce piersiowej.

W innym wywiadzie Isaac powiedział:

Wciąż otrzymywałem telefony z domu – tragedia za tragedią... Jeśli istnieją jakieś osoby zarządzające tą planetą – czy one śpią? Palą? Gdzie są? Wyobraziłem sobie, że biegnę do Boga stojącego na rogu ulicy jak Bruce Springsteen, palącego papierosa i pomyślałem, że chciałbym z nim porozmawiać.

Dodatkowo, w artykule Reutersa na temat albumu The Fray Isaac Slade stwierdził, iż tekst „You Found Me” został napisany dwa i pół roku wcześniej, a sama piosenka porusza problem zła, pyta o to, dlaczego złe rzeczy przytrafiają się dobrym ludziom. Natchnieniem do tego były problemy, z którymi borykała się część jego rodziny oraz przyjaciół.

## Osiągnięcia na listach
„You Found Me” zadebiutowała na pozycji 28. Billboard Hot 100, będąc najwyższym debiutem w dotychczasowej twórczości zespołu. W opublikowanym 7 lutego 2009 roku wydaniu magazynu Billboard singel przesunął się na miejsce 8. z 91% wzrostem sprzedaży w porównaniu z wcześniejszym tygodniem. Ostatecznie piosenka uplasowała się na pozycji 7. notowania. Z kolei na liście Hot Adult Top 40 Tracks utwór zajął miejsce 1. W sumie „You Found Me” została zakupiona w Stanach Zjednoczonych ponad 2.000.000 razy i pokryła się podwójną platyną.
Na Australian ARIA Singles Chart „You Found Me” zadebiutowała na miejscu 15., skąd awansował ostatecznie na pozycję 1., stając się pierwszym singlem numer jeden The Fray w Australii. Singel utrzymywał się na szczycie przez cztery tygodnie, po czym został zmieniony przez „Right Round” rapera Flo Ridy. Piosenka pokryła się w Australii podwójną platyną.
Na Canadian Hot 100 piosenka zadebiutowała na pozycji 51., następnego tygodnia awansowała na 13., a ostatecznie, w połowie lutego, uplasowała się na miejscu 12. Na brytyjskiej UK Singles Chart singel zajął miejsce 35.

## Strona B
Strona B singla stanowi wersja utworu „The Great Beyond” R.E.M. Został on oryginalnie nagrany na kompilacyjny album Radio 1 Established 1967 BBC Radio 1, na który 40 artystów, w tym The Fray, zostało poproszonych o nagranie własnej wersji utworu z lat 1967–2007, aby uczcić czterdziestolecie radia.

## Wideoklip
Teledysk „You Found Me” nakręcony został w Chicago, a jego reżyserem był Josh Forbes. 9 grudnia 2008 roku miał premierę na antenie telewizji VH1 oraz na jej stronie internetowej.
Wideoklip przedstawia członków The Fray w różnych rolach, w tym m.in. wykonujących piosenkę na krokwiach stalowego budynku oraz stojących na szczycie wieżowców, wpatrujących się w niebo. Teledysk kończy się sceną, w której wszystkie obiekty materialne wznoszą się w powietrze, pokazując, iż są bezwartościowe.

## Kultura popularna
- Piosenka miała swój oficjalny debiut telewizyjny na gali American Music Awards 23 listopada 2008 roku[8].
- „You Found Me” wykorzystana została w trailerach reklamowych piątej serii serialu Zagubieni.
- W Australii utwór wykorzystany został w reklamach dwunastej serii serialu All Saints.
- Piosenka grana była po przesłuchaniach w American Idol, a później jej instrumentalna wersja również podczas Hollywood Week.
- Utwór pojawił się pod koniec odcinka serialu Pogoda na miłość, wyemitowanego w Stanach Zjednoczonych 19 stycznia 2009 roku.
- Piosenka została użyta w reklamie programu MTV z serii The Real World, The Real World: Brooklyn.
- Australijscy prezenterzy radiowi Hamish i Andy użyli „You Found Me” jako podstawy dla swojej piosenki satyrycznej o Bogu, „You Found God”.
- Utwór został wykonany podczas jednego z finałowych odcinków Australijskiego Idola w 2009 roku.

## Pozycje na listach
| Lista (2008–2009)                               | Najwyższa pozycja |
| ----------------------------------------------- | ----------------- |
| U.S. Billboard Hot 100                          | 7                 |
| U.S. Billboard Hot Adult Contemporary Tracks    | 2                 |
| U.S. Billboard Hot Adult Top 40 Tracks          | 1                 |
| U.S. Billboard Hot Christian Adult Contemporary | 24                |
| U.S. Billboard Hot Christian Songs              | 16                |
| U.S. Billboard Modern Rock Tracks               | 38                |
| U.S. Billboard Pop 100                          | 7                 |
| Canadian Hot 100                                | 12                |
| New Zealand Singles Chart                       | 19                |
| Australian Singles Chart                        | 1                 |
| Irish Singles Chart                             | 4                 |
| Greek Singles Chart                             | 7                 |
| UK Singles Chart                                | 35                |

### Certyfikaty
| Kraj              | Status / Sprzedaż | Status / Sprzedaż | Organizacja przyznająca |
| ----------------- | ----------------- | ----------------- | ----------------------- |
| Stany Zjednoczone | 2x Platyna        | 2.468.894         | RIAA                    |
| Australia         | 2x Platyna        | 140.000+          | ARIA                    |